# Tausendundein Tag
Tausendundein Tag oder hezār-o-yek rūz (هزار و يك روز) ist eine umfangreiche Sammlung von persischen Erzählungen, die von dem Orientalisten François Pétis de la Croix nach Europa gebracht und nach dem Vorbild von Tausendundeine Nacht zusammengestellt wurden. Die Geschichten aus Tausendundein Tag erreichten in Europa nicht annähernd die gleiche Popularität wie das berühmte Vorbild und sind heute nur noch wenig bekannt.

## Entstehungsgeschichte
François Pétis de la Croix (1653–1713) erhielt die Sammlung angeblich von seinem persischen Freund aus Isfahan, einem Derwisch namens Mokles, der sie aufgeschrieben hatte. Mokles selbst hatte sich aber die indische Komödiensammlung Al farag ba’dasch-schidda (Die Freude nach dem Kummer) zum Vorbild genommen und die dort enthaltenen Geschichten in persische Erzählungen umgewandelt. Als Pétis de la Croix die Sammlung zu lesen bekam, war er davon so begeistert, dass er Mokles gegen 1675 bat, ihm das Manuskript zu borgen. Gleichzeitig erhielt er die Erlaubnis, den Text abzuschreiben.
Nach seiner Rückkehr nach Paris begann Pétis de la Croix damit, das Manuskript zu übersetzen, wobei er nur etwa ein Viertel der Sammlung für wertvoll genug hielt, veröffentlicht zu werden. Diese Sammlung sollte unter dem Titel Les mille et un jours erscheinen. Weil sich Pétis de la Croix einen Großteil seines Lebens in Persien aufgehalten hatte, war er sich seiner Muttersprache nicht mehr ganz sicher und gab seine Übersetzung zu einer nochmaligen Durchsicht an Alain-René Lesage weiter. Die daraus resultierende Bearbeitung war allerdings so gründlich, dass, wie man später erkannte, ein stellenweise völlig neues Werk entstanden war. So stellte man zum Beispiel fest, dass zwischen den einzelnen Geschichten nicht selten hunderte von Tagen übersprungen wurden. Die Übersetzer rechtfertigten sich damit, dass man jene Geschichten weggelassen habe, die „nur mehr oder weniger törichte Wunder von Mohammed“ berichteten oder deren Handlung so „unanständig“ war, dass sie einem europäischen Durchschnittleser nicht zuzumuten wären.
Viele der Geschichten waren so aufgebaut, dass sie in ihrem dramatischen Aufbau von europäischen Autoren als Anregungen für eigene Werke benutzt werden konnten, was umso leichter war, als auch das indische Original aus Vorlagen diverser Autoren zusammengestellt worden war.
Die erste französische Ausgabe in gedruckter Form erschien dann endlich von 1710 bis 1712 in 5 Bänden.

## Rahmenerzählung
Wie schon Tausendundeine Nacht ist auch die Sammlung von Tausendundein Tag in eine Rahmenhandlung eingebunden. Berichtet wird die Geschichte um die Prinzessin Farrukhnaz, die schöne Tochter des Königs Togrul-Bei aus Kaschmir. Die Handlung beginnt mit einem Traum der Prinzessin, in dem sie sieht, wie ein Hirsch in eine Schlinge gerät. Eine kurz darauf erscheinende Hindin kann ihn befreien, gerät dabei aber selber in die Schlinge. Anstatt ihr nun zu helfen, wie sie es getan hat, überlässt der Hirsch sie ihrem Schicksal. Nach dem Erwachen ist Farrukhnaz fest davon überzeugt, dass ihr der Gott Kesaja den Traum geschickt hat, um sie vor der allgemeinen Treulosigkeit der Männer zu warnen. Fortan weigert sie sich, die an sie gerichteten Heiratsanträge, die ihr von den mächtigsten Fürsten gemacht werden, auch nur anzuhören. Ihr Vater, der glaubt, sie wäre hochmütig geworden, sieht sie mit stetig wachsender Sorge an. Er befürchtet, dass die gekränkten Fürsten auf Rache sinnen und seinem Reich Unglück bringen könnten. Daraufhin beauftragt er die treue Amme Sutlemema damit, alles zu versuchen, um die Prinzessin wieder zur Vernunft zu bringen. Die Amme versucht dies mit einer Reihe von Erzählungen, die immer bessere und schlagendere Beweise für die Treue der Männer liefern sollen. Zum Schluss wird die Prinzessin zwar bekehrt, doch das geschieht nicht infolge der Geschichten. Der genaue Grund wird allerdings nicht ganz klar, da schon Pétis de la Croix die Rahmenhandlung nur bruchstückhaft übernahm und von dem persischen Original nur einige wenige, stark fragmentarische Abschriften vorhanden sind.